# هلفيلة كوبية الشكل
هلفيلة كوبية الشكل (الاسم العلمي:Helvella cupuliformis) هي نوع من الفطريات تتبع جنس الهلفيلة من الفصيلة الهلفيلية.